# Autobus szkolny

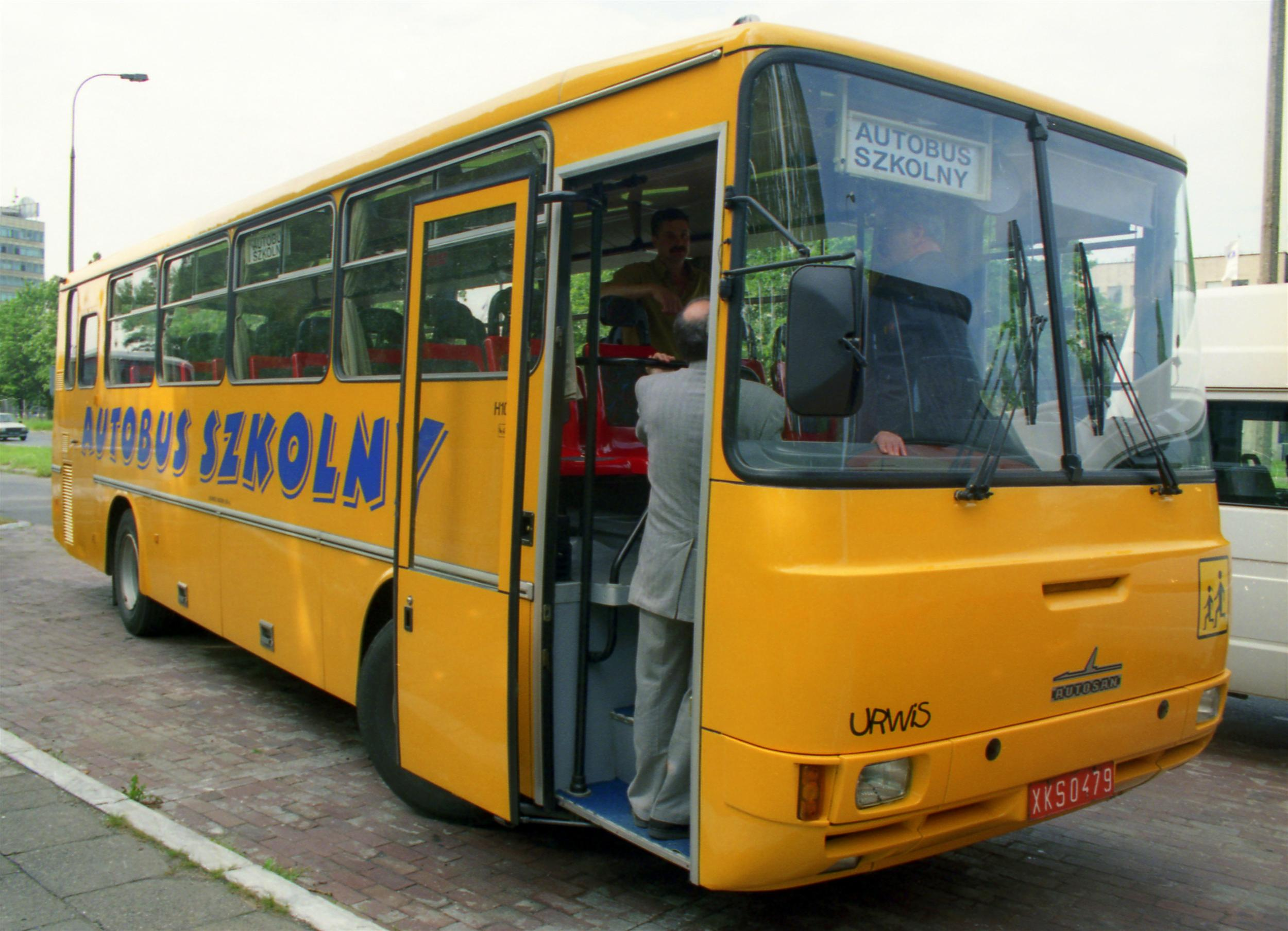
Polski autobus szkolny Autosan H10-10S Urwis

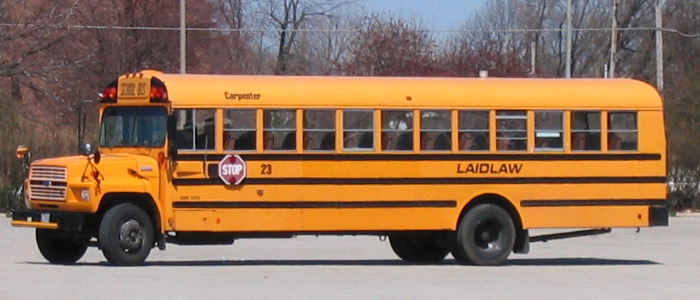
Amerykański autobus szkolny

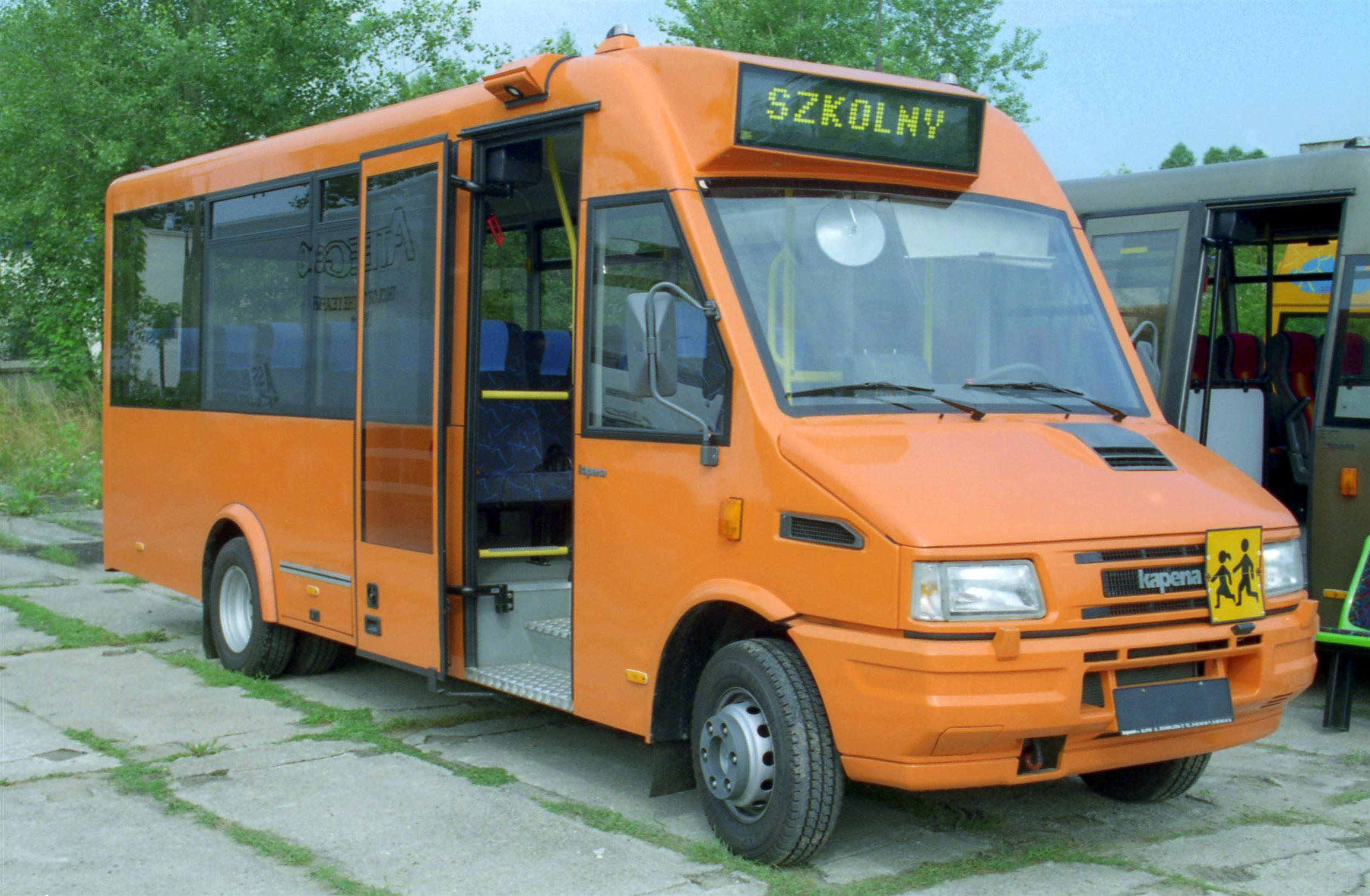
Gimbus Kapeny z 1999 roku

Autobus szkolny (w Polsce zwany potocznie gimbusem) – autobus przeznaczony do przewozu dzieci do szkoły. W Polsce są one barwy pomarańczowej, oznakowane z przodu i z tyłu prostokątnymi tablicami barwy białej z czarnym napisem „autobus szkolny”. Często posiadają one jednak zupełnie inne malowanie. Autobus szkolny jest używany w wielu krajach, m.in. w Polsce, Stanach Zjednoczonych i innych. Autobusy szkolne w Polsce są używane na terenach wiejskich, gdzie zła pogoda i duże odległości między miejscami zamieszkania uczniów a miejscowością, w której położona jest szkoła, mogłyby skutecznie uniemożliwić realizację obowiązku szkolnego. W niektórych gminach mankamentem funkcjonowania gimbusów jest mała częstotliwość ich kursów, co jest spowodowane kosztami. Może ona utrudniać dzieciom korzystanie z zajęć pozalekcyjnych w szkołach w przypadku, gdy jedyny powrotny autobus odjeżdża wkrótce po zakończeniu zajęć obowiązkowych.
Wymagania techniczne autobusu szkolnego są nieco inne niż normalnego autobusu, między innymi:
- Miejsce kierowcy nie może znajdować się w kabinie wydzielonej z przestrzeni pasażerskiej[2].
- Drzwi muszą być otwierane z miejsca kierowcy.
- Tylne drzwi – jeżeli istnieją – muszą być blokowane z miejsca kierowcy.
- Drzwi muszą się automatycznie blokować po przekroczeniu prędkości 5 km/h.

W Polsce nazwa gimbus przylgnęła najbardziej do tego typu pojazdów po reformie administracyjnej z 1999 r. oraz po reformie edukacji z lat ok. 1998-2001 wprowadzającej sześcioletnią szkołę podstawową i trzyletnie gimnazja w miejsce ośmioklasowej szkoły podstawowej.